# Cephalaria salicifolia
Cephalaria salicifolia är en tvåhjärtbladig växtart som beskrevs av George Edward Post. Cephalaria salicifolia ingår i släktet jätteväddar, och familjen Dipsacaceae. Inga underarter finns listade i Catalogue of Life.